# Криминал (телесериал)
«Криминал» (англ. Criminal) — предстоящий американский телесериал Эда Брубейкера и Джордана Харпера в жанре криминальной драмы, основанный на серии комиксов «Criminal» Эда Брубейкера и Шона Филлипса. Премьера состоится на стриминговой платформе Amazon Prime Video.

## Сюжет
В сериале показаны несколько поколений бандитских семей и их преступления, которые связывают прошлое и настоящее.

## В ролях
- Чарли Ханнэм — Лео, он же «Трус», преступник, который предпочитает работать без использования оружия и насилия, в отличие от своего отца Томми[2]
- Ричард Дженкинс — Иван, бывший грабитель, ныне страдающий от деменции, лучший друг отца Лео[3]
- Адриа Архона — Грета, водитель и угонщица автомобилей, которая не может бросить преступную деятельность даже после того, как её муж погиб во время ограбления банка[4]
- Кадим Хардисон — Гнарли, бывший боксёр и друг Лео и Ивана[5]
- Логан Браунинг — Дженни, детектив, подруга детства Лео[6]
- Эмилия Кларк — Мэллори, ловкая и дерзкая вооруженная грабительница[7]
- Люк Эванс — Трейси Лоулесс, бывший преступник, ставший военным
- Пэт Хили — Сеймур, член старой банды отца Лео[6]
- Джон Хоукс — Себастьян Хайд, жестокий преступник, недавно перенесший инсульт[6]
- Тейлор Селе — Ройал, безжалостный управляющий игорного клуба[6]
- Майкл Мэндо — Джефф, плохой полицейский

## Производство
Телевизионная адаптация серии комиксов «Criminal» Эда Брубейкера и Шона Филлипса находилась в разработке компанией Legendary Television с 2019 года. В феврале 2023 года к разработке сериала подключилась компания Amazon Studios. В январе 2024 года Amazon официально заказала производство телесериала, его шоураннерами были назначены Эд Брубейкер  и Джордан Харпер. В апреле 2024 года  Анна Боден и Райан Флек были назначены режиссёрами первых четырёх эпизодов.
В мае 2024 года были анонсированы первые актёры сериала: Ричард Дженкинс, Адриа Архона, Кадим Хардисон и Чарли Ханнэм. В июле 2024 года стало известно, что Эмилия Кларк присоединилась к актёрскому составу
Съёмки начались в июне 2024 года в Портленде (штат Орегон).